# 1681
| [ Edytuj tabelę ]              | |
| Król Polski                    | - 1674 Jan III Sobieski 1696 |
| Współksiążęta Andory           | - 1670 Pere de Copons i de Teixidor 1681 - 1643 Ludwik XIV 1715                                                                                      |
| Król Anglii i Szkocji          | - 1660 Karol II 1685 |
| Elektor Bawarii                | - 1679 Maksymilian II Emanuel 1726 |
| Elektor Brandenburgii          | - 1640 Fryderyk Wilhelm 1688 |
| Sułtan Brunei                  | - 1673 Muhyiddin 1690 |
| Cesarz Chin                    | - 1661 Kangxi 1722 |
| Król Czech                     | - 1657 Leopold I Habsburg 1705 |
| Król Danii                     | - 1670 Chrystian V 1699 |
| Dalajlama                      | - 1617 Lobsang Gjaco 1682 |
| Cesarz Etiopii                 | - 1667 Jan I 1682 |
| Król Francji                   | - 1643 Ludwik XIV 1715 |
| Król Hiszpanii                 | - 1665 Karol II 1700 |
| Landgraf Hesji-Kassel          | - 1670 Karol I Heski 1730 |
| Stadhouder Holandii            | - 1672 Wilhelm III Orański 1702 |
| Szach Iranu                    | - 1666 Safi II 1694 |
| Państwo Wielkich Mogołów       | - 1658 Aurangzeb 1707 |
| Król Irlandii                  | - 1660 Karol II Stuart 1685 |
| Cesarz Japonii                 | - 1663 Reigen 1687 |
| Kalif                          | - 1648 Mehmed IV 1687 |
| Patriarcha Konstantynopola     | - 1679 Jakub 1682 |
| Władca Korei                   | - 1674 Sukjong 1720 |
| Książę Kurlandii i Semigalii   | - 1642 Jakub Kettler 1682 |
| Książę Liechtensteinu          | - 1627 Karol Euzebiusz 1684 |
| Sułtan Maroka                  | - 1672 Maulaj Isma’il 1727 |
| Książę Monako                  | - 1662 Ludwik I 1702 |
| Król Nawarry                   | - 1643 Ludwik XIV 1710 |
| Król Norwegii                  | - 1670 Chrystian V 1699 |
| Sułtan Omanu                   | - 1649 Sultan I ibn Sajf 1688 |
| Elektor Palatynatu             | - 1680 Karol II 1685 |
| Papież                         | - 1676 Innocenty XI 1689 |
| Książę Parmy i Piacenzy        | - 1646 Ranuccio II 1694 |
| Król Portugalii                | - 1656 Alfons VI 1683 |
| Książę w Prusach               | - 1640 Fryderyk Wilhelm Wielki Elektor 1688 |
| Car Rosji                      | - 1676 Fiodor III 1682 |
| Cesarz Rzymski (niemiecki)     | - 1658 Leopold I Habsburg 1705 |
| Kapitanowie Regenci San Marino | - 1680 Giambattista Tosini Melchiorre Martelli 1681 - 1681 Giacomo Belluzzi Giovanni Serafini 1681 - 1681 Paolo Antonio Onofri Francesco Angeli 1682 |
| Elektor Saksonii               | - 1680 Jan Jerzy III Wettyn 1691 |
| Król Szwecji                   | - 1660 Karol XI 1697 |
| Król Tajlandii                 | - 1656 Narai 1688 |
| Sułtan Turków                  | - 1648 Mehmed IV 1687 |
| Doża Wenecji                   | - 1676 Alvise Contarini 1683 |
| Król Węgier                    | - 1655 Leopold I 1705 |
| Książęta Wirtembergii          | - 1677 Eberhard Ludwik 1733 |

Rok 1681 / MDCLXXXI
stulecia: XVI wiek ~
XVII wiek ~
XVIII wiek

lata: 1671 «
1676 «
1677 «
1678 «
1679 «
1680 «
1681
» 1682
» 1683
» 1684
» 1685
» 1686
» 1691

## Wydarzenia w Polsce
- 18 marca – erygowano klasztor franciszkanów w Łagiewnikach.
- 14 kwietnia – Jan III Sobieski potwierdza przywilej lokacyjny Tarnobrzega.
- 10 sierpnia – na Śnieżce została poświęcona kaplica św. Wawrzyńca.

## Wydarzenia na świecie
- 4 marca – król Karol II przyznał kwakrowi Williamowi Pennowi prawo do założenia nowej kolonii w okolicach przyszłej Filadelfii.
- 24 maja – otwarto Kanał Południowy łączący francuskie miasto Tuluzę z Morzem Śródziemnym.
- 30 września – Ludwik XIV wydał dekret o przekazaniu katolikom katedry w Strasburgu.
- 12 października – jedna z mieszkanek Londynu została publicznie wychłostana za zaangażowanie się w politykę.
- Ludwik XIV, król Francji, wydał ordonans o marynarce.

## Urodzili się
- 7 kwietnia – Elias Daniel Sommerfeld, niemiecki duchowny katolicki, biskup pomocniczy wrocławski (zm. 1742)
- 2 sierpnia – Antoni Lucci, włoski franciszkanin, biskup, błogosławiony katolicki (zm. 1752)
- 6 sierpnia – Franciszek Antoni Fasani, włoski franciszkanin, święty katolicki (zm. 1742)
- 18 grudnia – Peter Thumb, austriacki architekt rokokowy (zm. 1766)
- 19 grudnia – Wawrzyniec Drucki-Sokoliński, polski duchowny greckokatolicki, tytularny biskup smoleński (zm. 1727)

- data dzienna nieznana: 
  - Niccolò Coscia, włoski kardynał (zm. 1755)

## Zmarli
- 12 kwietnia – Pietro Paolini, barokowy malarz włoski (ur. 1603)
- 25 maja – Pedro Calderón de la Barca, dramatopisarz i poeta hiszpański (ur. 1600)
- 20 czerwca – Maciej Dobracki, polski pisarz pedagogiczny, autor podręczników do nauki języka polskiego
- 1 lipca – Oliver Plunkett, prymas Irlandii, męczennik, święty katolicki (ur. 1625)
- 26 listopada – Giovanni Paolo Oliva, włoski jezuita (ur. 1600)

## Święta ruchome
- Tłusty czwartek: 13 lutego
- Ostatki: 18 lutego
- Popielec: 19 lutego
- Niedziela Palmowa: 30 marca
- Wielki Czwartek: 3 kwietnia
- Wielki Piątek: 4 kwietnia
- Wielka Sobota: 5 kwietnia
- Wielkanoc: 6 kwietnia
- Poniedziałek Wielkanocny: 7 kwietnia
- Wniebowstąpienie Pańskie: 15 maja
- Zesłanie Ducha Świętego: 25 maja
- Boże Ciało: 5 czerwca